# مستشفى برج العرب الجامعي
مستشفى برج العرب الجامعي هو مستشفى تعليمي حكومي مصري، وأحد مستشفيات جامعة الإسكندرية، يتبع كلية الطب (جامعة الإسكندرية)، يقع بالمحور المركزي بمدينة برج العرب الجديدة بمحافظة الإسكندرية على مساحة 107 فدان، أنشأ سنة 2008 نتيجة تعاون مبرم بين الحكومة المصرية والهولندية بغرض إنشاء مستشفى جامعي، ويضم أول مركز حكومي متخصص لعلاج سرطان الأطفال بالمجان في مصر، بلغت الطاقة الاستعابية للمستشفى سنة 2015 حوالي 80 سرير، ويقدم المستشفى خدماته بشكل رئيسي لسكان محافظات الإسكندرية، كفر الشيخ، البحيرة، ومطروح.

## المراكز والتخصصات

### مركز علاج الأورام
يرجع تأسيس المركز إلى سنة 2018 عندما تم توقيع مذكرة تفاهم بين كلية الطب بجامعة اسكندرية و«جمعية مستشفى سرطان أطفال إسكندرية» بتحويل مبنى المستشفى القائم إلى مركز متخصص في علاج سرطان الأطفال بالمجان، واستقبل المركز حوالى 4900 طفلا ًمصاباً بالسرطان وذلك حتى نهاية سنة 2020، بمتوسط حوالي 1600 طفل سنوياً، كما أن متوسط العمليات الجراحية التي أجريت لعلاج الأورام خلال نفس الفترة بلغ 60 عملية جراحية في الشهر الواحد.
يتكون المركز في المرحلة الأولى من 2 مبنى؛ المبنى الرئيسي على مساحة خمسة أفدنة، مكون من أربع طوابق؛ الطابق الأول للجراحة، الثاني لأمراض الدم، الثالث للأورام الصلبة، والرابع لعلاج اليوم الواحد، وبلغت تكلفة إنشاء المبنى الرئيسي حوالي 350 مليون جنيه مصري. ومبنى العلاج الإشعاعى المجهز بأحدث الأجهزة، بلغت الطاقة الاستيعابية للمركز سنة 2015 حوالي 80 سرير، ستة أسرة بوحدة عناية مركزة، وخمسة غرف للعمليات، وسيتم في المرحلة الثانية إنشاء مباني إضافية كتوسعات لمستشفى سرطان الأطفال، وكذلك مركز لأبحاث السرطان، مدرسة تعليمية، ومستشفى لسرطان الكبار بسعة 200 سرير.

### العيادات الخارجية
يضم المستشفى العديد من التخصصات الطبية الأخرى بخلاف علاج الأورام داخل العيادات الخارجية وهي القلب، المخ والأعصاب، النساء والتوليد، الرمد، الأطفال، الباطنة، التغذية، الأنف والأذن والحنجرة، الأسنان، الجراحة، العلاج الطبيعي، وحدات غسيل كلوي، والعظام، بالإضافة إلى ثلاثة معامل متخصصة هي معمل الباثولوجيا الإكلينيكية، معمل الأحياء الدقيقة، ومعمل الباثولوجي، ويضم كذلك بنك للدم.

## معرض الصور

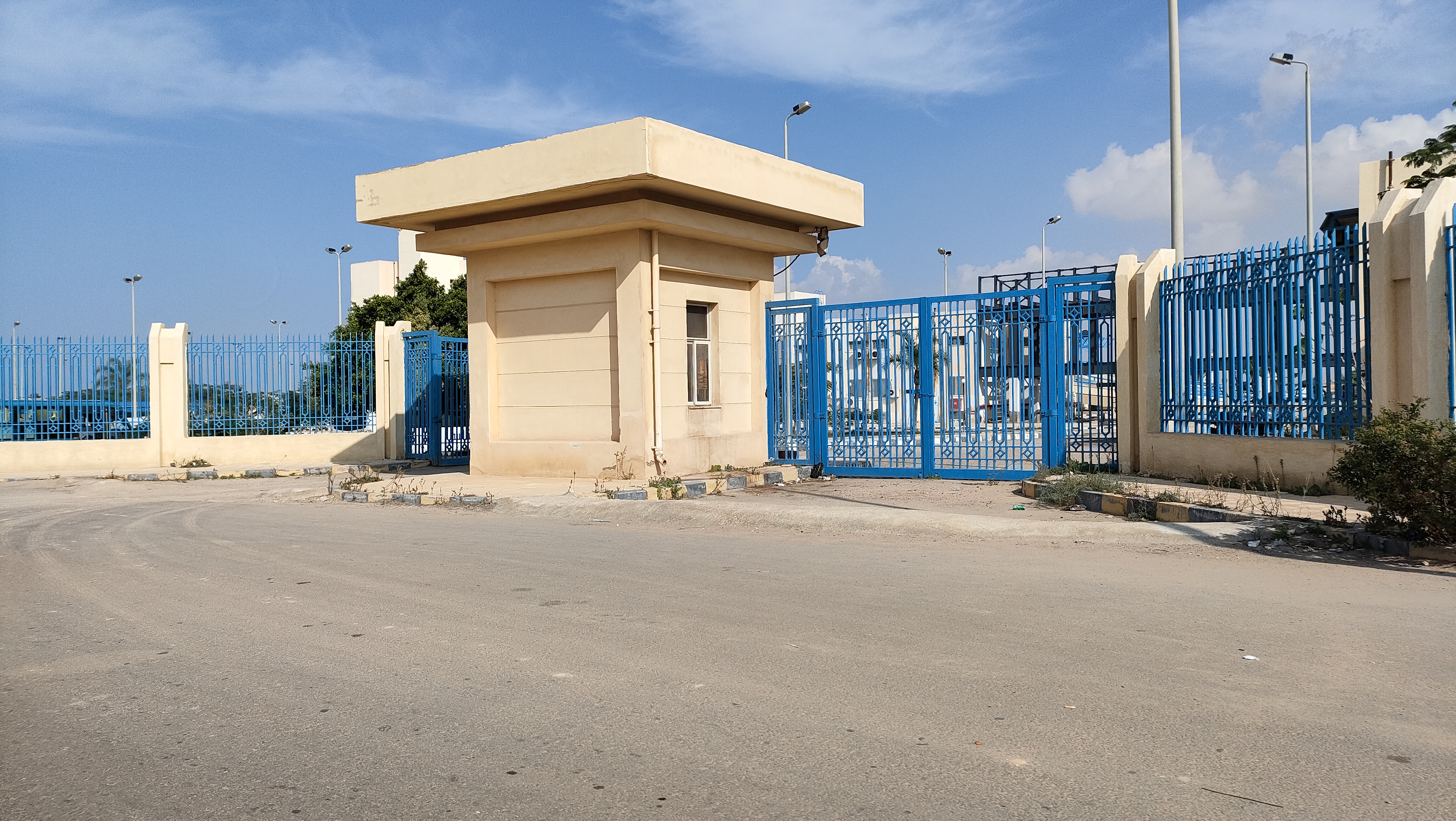
بوابة فرعية
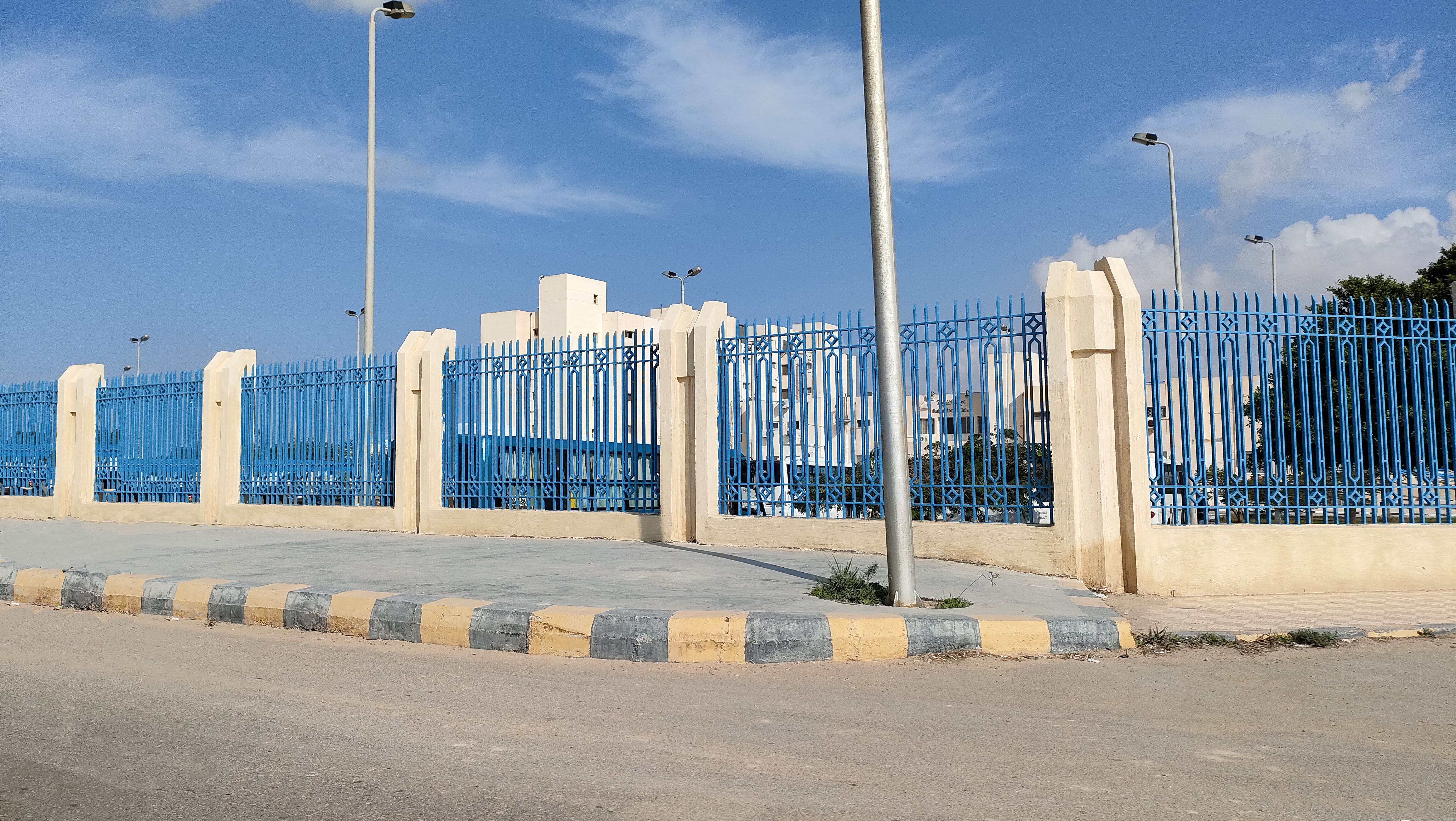
سور المستشفى

## انظر أيضَا
- مستشفى برج العرب المركزي.
- مستشفى 57357.
- مستشفى شفاء الأورمان.

## وصلات خارجية
- الصفحة الرسمية للمستشفى على موقع فيس بوك.
- الموقع الرسمي لجمعية مستشفى سرطان أطفال إسكندرية.